# Parque Zoológico Chorros de Milla
El Parque Zoológico Chorros de Milla es un jardín zoológico urbano situado a 1850 m s. n. m. en el extremo noreste de la ciudad de Mérida, Venezuela con especies autóctonas de la región andina y de Venezuela. Con un terreno de 10 hectáreas, temperatura promedio de 18 °C y surcado por el río Milla, el zoológico de Mérida fue construido en 1952 y abre para el público de martes a domingo de 9:00 a.m. a 4:00 p.m.
Actualmente, el Parque Zoológico Chorros de Milla cuenta con el apoyo del Zoológico Metropolitano de Cleveland, Ohio, en Estados Unidos que provee apoyo técnico en el entrenamiento del personal, programas educativos, adquisición de equipos y manejo de fauna silvestre en cautiverio.

## Atractivos

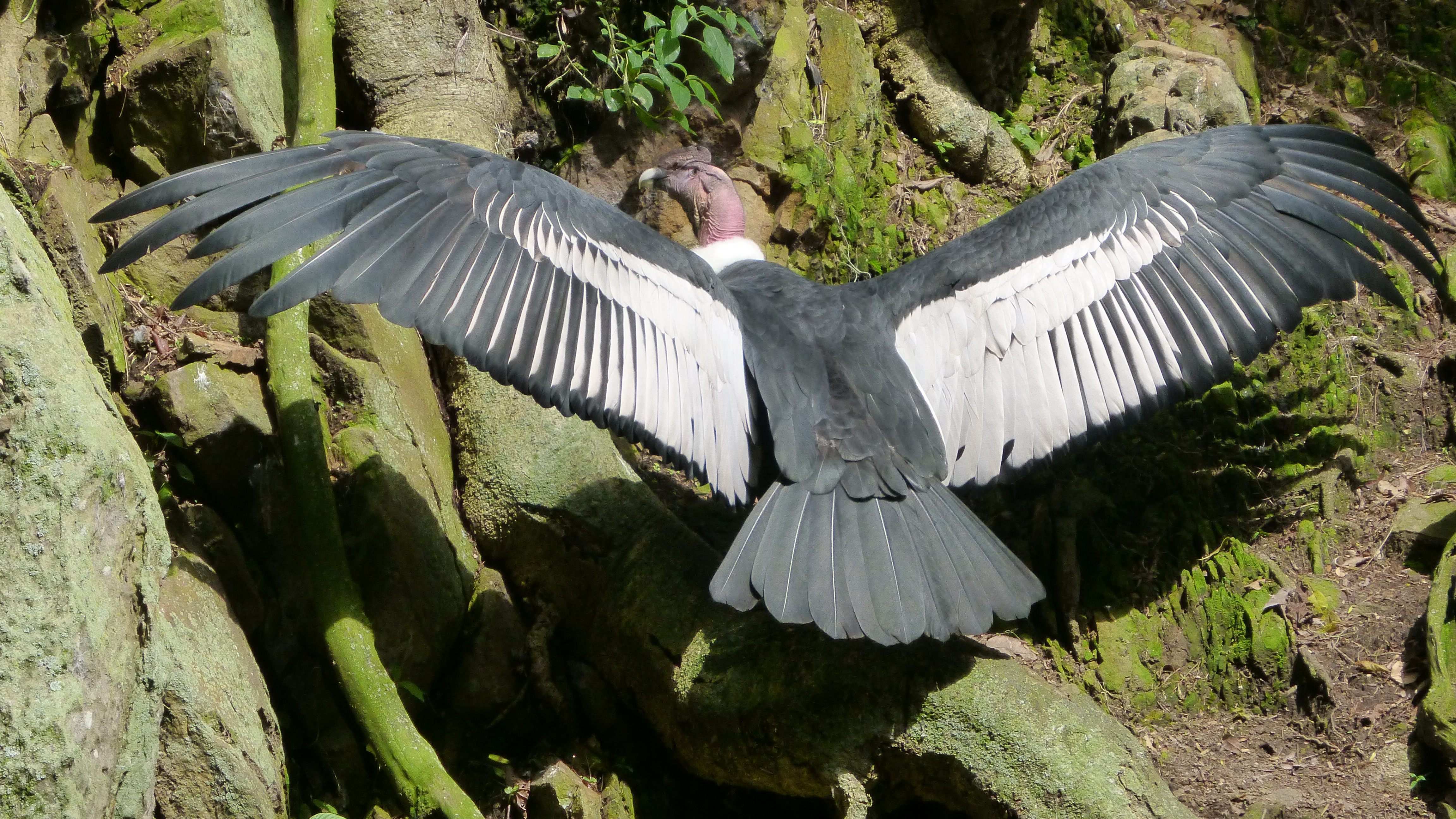
Cóndor de los Andes.

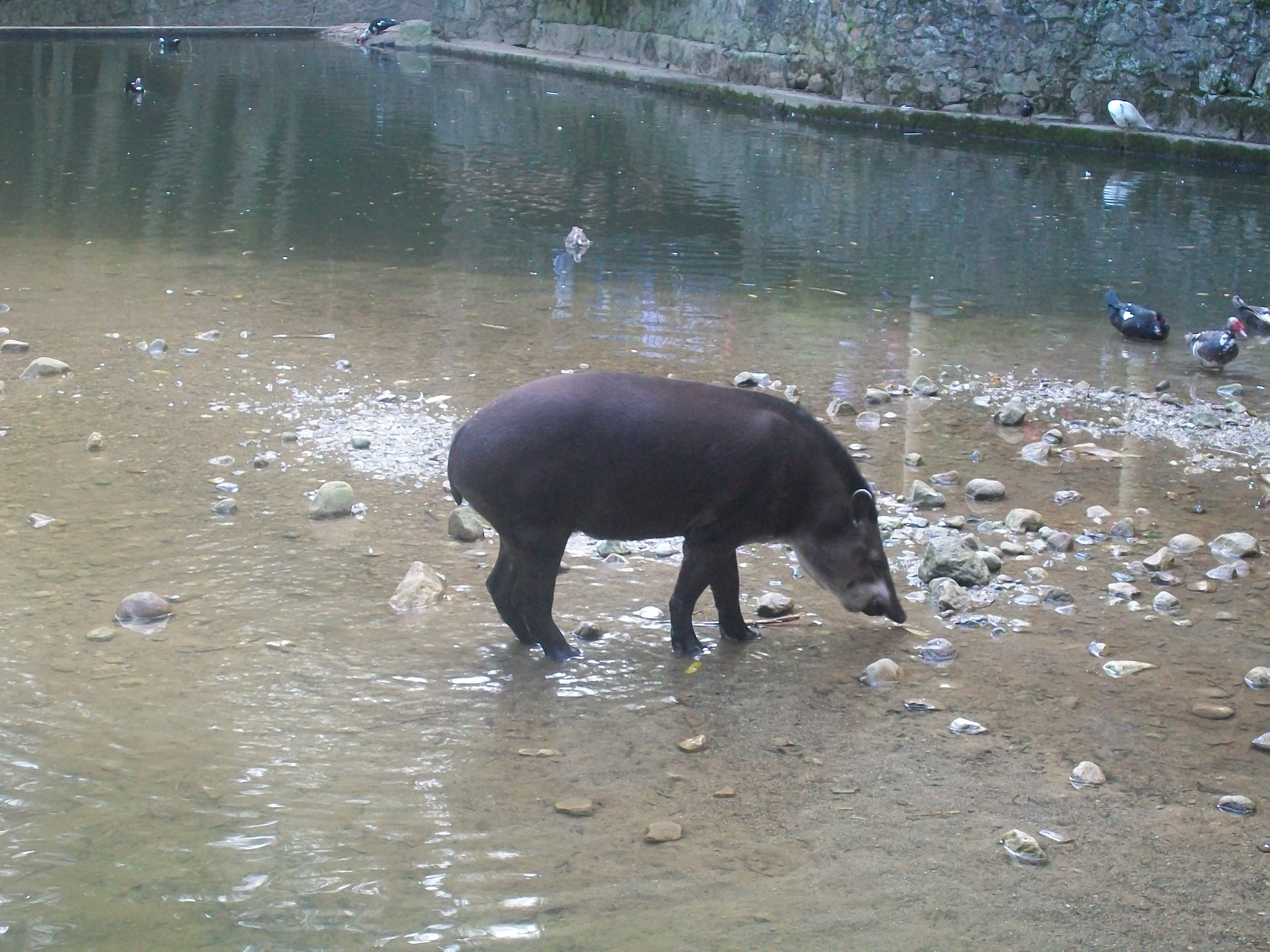
Uno de varias Dantas en el zoológico de Mérida.

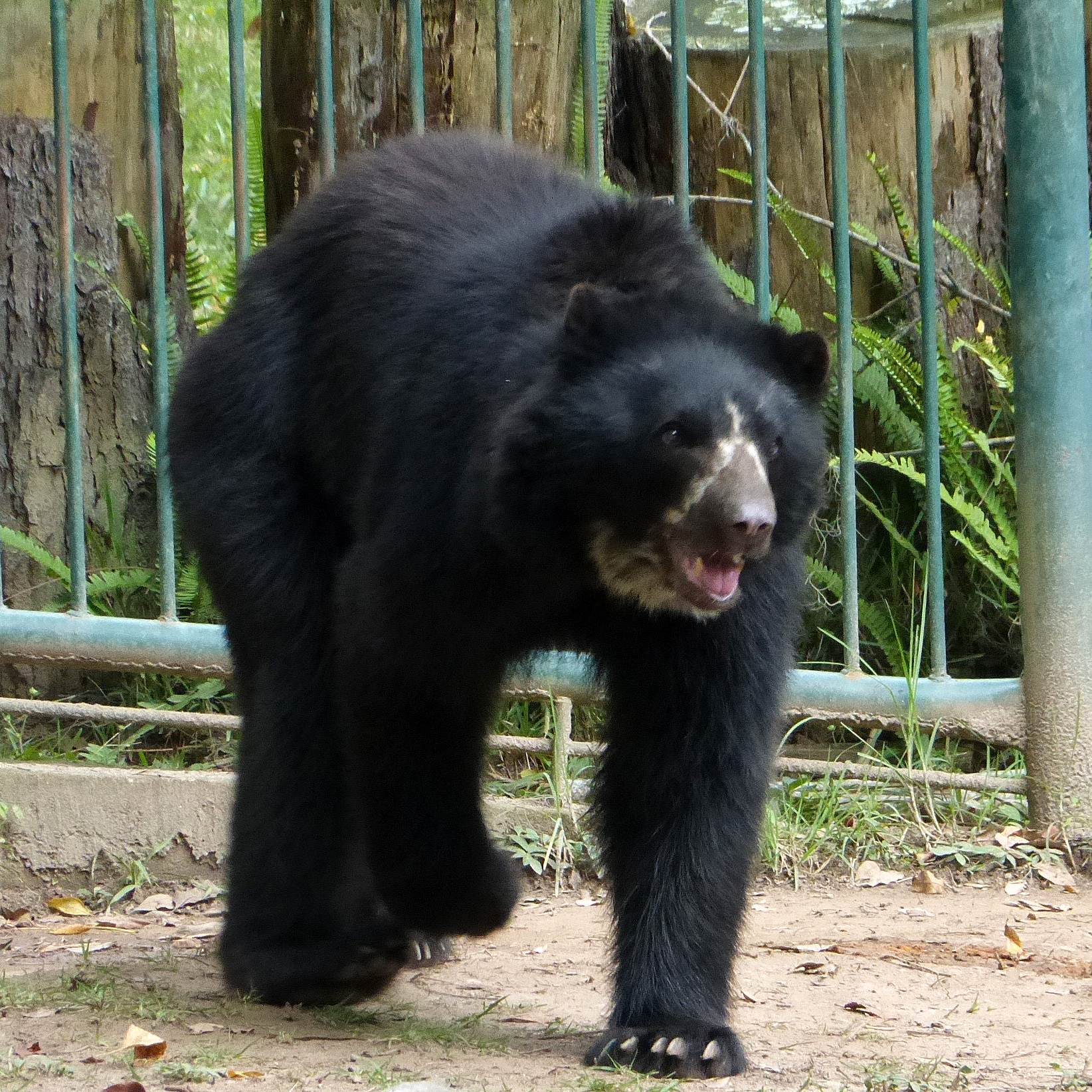
Oso frontino.

El Zoológico Chorros de Milla está ubicado en un valle que hace continuidad con la Cordillera de Mérida a través del Páramo Los Conejos, de donde nacen las aguas del río Milla. A poca distancia en el extremo norte del parque el río Milla se transforma en una bella cascada, que constituye uno de los atractivos del parque. Además de los animales, el zoológico cuenta con lagunas artificiales, escalinatas, caminos, quioscos, espacios para pícnic y unas 2000 especies de plantas
El Zoológico está a 1850 m s. n. m., por lo que las condiciones climáticas corresponden a la selva nublada, que es la zona de vida de la vegetación típica de este ecosistema: helechos arborescentes, bromelias, epifitas, entre otras. El escenario es natural y denso observándose frondosos árboles y grandes formaciones de areniscas y cuarzo.

### Proyecto Danta
La «Fundación Andígena» con fondos del Tapir Preservation Fund diseñó el Proyecto Danta que instaló en Chorros de Milla un programa piloto de cría en cautiverio de tapires y educación ambiental. El parque cuenta con un buen recinto para estos animales en donde se encuentra un ejemplar macho llamado "Pijiguao", el cual sirve como pie de cría en el proyecto junto con la hembra "Simona".

### Proyecto de Conservación Cóndor Andino
El parque zoológico de Mérida participa con apoyo de la Fundación Bioandina Argentina en el Proyecto de Conservación Cóndor Andino, el ave volador más grande del mundo y declarado extinto de Venezuela desde 1965. El zoológico se convirtió en el hogar de dos cóndores en el año 2000 que dieron nacimiento a una polluela, la primera cóndor nacida en Venezuela desde su extinción y a quien los niños de Mérida durante una sesión especial del Consejo Legislativo Regional bautizaron con el nombre de Nareupa, cuyo nombre significa “Camino del Sol”. Esta pichona fue reintroducida a la vida silvestre como parte del programa de reintroducción del Cóndor Andino desarrollado por la fundación Bioandina. Anterior a ello, en enero de 1999 dos pichones de cóndor criados en Argentina fueron liberados en el valle de Mifafí, parte del Parque nacional Sierra de La Culata. En 2001 dos machos y dos hembras fueron reintroducidos en el Páramo de San Pedro del parque nacional Sierra Nevada provenientes de zoológicos estadounidenses. La liberación definitiva de estos animales conlleva a seguimiento satelital por medio de transmisores de la NASA con envío actualizado de datos de posición y monitoreo a cargo de los expertos.

### Amigos del Oso Frontino
La «Fundación Indigena» también patrocina el Club "Amigos del Oso Frontino" dentro del marco del Proyecto Oso Andino y que recibe colaboración del Parque Zoológico Chorros de Milla y el Jardín Zoológico Chester de Inglaterra. Chorros de Milla ha exhibido osos frontinos en varias ocasiones. A pesar de problemas con sus registros históricos, en octubre de 1989, el zoológico recibió al osezno "Coqui" (Studbook N.º 398) procedente de los bosques cercanos a la población de El Charal, estado Mérida frontera con Zulia, pero murió en 1991 como consecuencia de envenenamiento. Por muchos años tuvo alianzas con el Programa de reproducción y preservación del Oso Frontino del Zoológico Gustavo Rivera en Falcón; El oso frontino se encuentra catalogado como Peligro de Extinción en Venezuela como consecuencia de la persistente cacería ilegal y modificación de su hábitat natural.

## Leyenda
El río Milla, del que el parque zoológico de Mérida recibe su nombre, es parte de una leyenda, que cuenta que un cacique de nombre Murachí murió en defensa de su tribu en batalla contra los conquistadores españoles, y de las lágrimas de llanto de la amada del guerrero de las Sierras Nevadas, la princesa india Tibisay, se formaron las aguas del río que ahora fluye por el terreno del zoológico y que nace junto con el río Albarregas. La cascada mayor del zoológico recibe el nombre de la princesa de la leyenda, Cascada Tibisay. La leyenda fue recopilada en el cuento Hechicera de Mérida o la leyenda de la Conquista por Tulio Febres Cordero.